# Michael A. Baker
Michael Allen Baker (* 27. Oktober 1953 in Memphis, Tennessee, USA) ist ein ehemaliger US-amerikanischer Astronaut der NASA. Baker ist verheiratet und hat drei Kinder.
Baker beendete im Jahre 1971 die Highschool in Lemoore (Kalifornien) und schrieb sich an der University of Texas zum Studiengang Luft- und Raumfahrttechnik ein, den er 1975 mit einem Bachelor abschloss.
Nach seinem Universitätsabschluss trat Baker in die US-Luftwaffe ein und schloss seine Pilotenausbildung an der Naval Air Station Chase Field in Beeville (Texas) im Jahre 1977 ab. Er wurde der Attack Squadron 56 auf der Midway zugeteilt, die im japanischen Yokosuka stationiert war. Dort flog er die A-7E Corsair II.
Nachdem Baker 1980 dem Carrier Air Wing 30 als Signalgast zugeteilt war, besuchte er im Jahr darauf die United States Naval Test Pilot School auf dem Marinestützpunkt Patuxent River in Maryland und war nach seinem Abschluss in der Abteilung für Flugzeugträgertauglichkeit des Strike Aircraft Test Directorate auf Patuxent River tätig. Dort führte Baker Strukturprüfungen, Erprobungen an Flugzeugträgerkatapulten und Fanghaken-Tests für die A-7 auf verschiedenen Flugzeugträgern durch. 1983 kehrte er als Ausbilder zur Naval Test Pilot School zurück, bevor er nach Großbritannien versetzt wurde. Im Rahmen eines Austauschprogramms bildete er die Absolventen der Empire Test Pilots School aus.
Baker verließ die NASA am 7. Januar 2017.

## NASA-Tätigkeit
Baker wurde im Juni 1985 von der NASA als Pilotenanwärter für den Space Shuttle ausgewählt und nach Abschluss der einjährigen Ausbildung im Juli 1986 zum Astronauten ernannt. Nach dem Absturz der Raumfähre Challenger im Januar 1986 gehörte er bis zum Dezember 1987 zu einer Gruppe, die das Lande- und Bremssystem der US-Raumfähre überarbeitete und verbesserte. Dabei wurden unter anderem an der Steuerung des Bugfahrwerks, den Bremsen, Reifen und dem Bremsschirm Veränderungen vorgenommen, um die Sicherheit zu erhöhen.
Baker diente anschließend drei Jahre als Verbindungssprecher im Kontrollzentrum in Houston (Texas). Danach war er Mitglied der Shuttle-Unterstützungsmannschaften. Ab Dezember 1992 war er im Flight Crew Operations Directorate im Management tätig. Anschließend war er als Verbindungsoffizier der NASA am Juri-Gagarin-Kosmonautentrainingszentrum im Sternenstädtchen bei Moskau in Russland für die Koordinierung und Umsetzung der Missionsaktivitäten des Shuttle-Mir-Programms verantwortlich.
Zwischen Oktober 1997 und August 2001 war Baker Direktor für das US-Raumfahrtprogramm in Russland für das Johnson Space Center. Im Auftrag der NASA sorgte er in Moskau für die Umsetzung der amerikanischen Vorstellungen beim Training, dem Betrieb, der Logistik, in Personal- und technischen Fragen im Bereich der Internationalen Raumstation (ISS).
Später war Baker Programmmanager für die Besatzung der ISS und koordiniert in dieser Funktion die Astronautenausbildung in Zusammenarbeit mit den internationalen Kooperationspartnern.

### STS-43
STS-43 war Bakers erster Raumflug. Er war Pilot der Atlantis, welche am 2. August 1991 vom Kennedy Space Center in Florida abhob und dort wieder am 11. August landete. Während des Fluges wurde unter anderem der Tracking and Data Relay Satellite (TDRS-E) ausgesetzt.

### STS-52
An STS-52 nahm Baker ebenfalls als Pilot der Raumfähre Columbia vom 22. Oktober bis 1. November 1992 teil. Start und Landung waren auf dem Kennedy Space Center. Der italienische Laser Geodynamic Satellite (LAGEOS) wurde ausgesetzt, der in der Lage ist, Bewegungen der Erdkruste zu messen.

### STS-68
STS-68 war Bakers erster Shuttle-Flug als Kommandant. Die Endeavour hob am 30. September 1994 vom Kennedy Space Center ab und landete am 11. Oktober auf der Edwards Air Force Base in Kalifornien. Es war der zweite Flug des Space Radar Laboratory. Die zwei Hauptinstrumente an Bord waren das SIR-C/X-SAR (Shuttle Imaging Radar-C/X-Band Synthetic Aperture Radar) und MAPS (Measurement of Air Pollution from Satellites).

### STS-81
Bakers zweites Kommando war auf STS-81. Die Atlantis hob am 12. Januar 1997 vom Kennedy Space Center ab und landete dort wieder am 22. Januar. Es war die fünfte einer Vielzahl gemeinsamer Shuttle-MIR Missionen und die zweite, die einen Besatzungsaustausch vorsah. Insgesamt wurden mehr als drei Tonnen Ausrüstung (Nahrung, Wasser, technisches Gerät) zwischen Shuttle und MIR bewegt.

### Zusammenfassung
| Nr | Mission | Funktion   | Flugdatum                      | Flugdauer    |
| -- | ------- | ---------- | ------------------------------ | ------------ |
| 1  | STS-43  | Pilot      | 2. August–11. August 1991      | 8d 21h 21min |
| 2  | STS-52  | Pilot      | 22. Oktober–1. November 1992   | 9d 20h 56min |
| 3  | STS-68  | Kommandant | 30. September–11. Oktober 1994 | 11d 5h 46min |
| 4  | STS-81  | Kommandant | 12. Januar–22. Januar 1997     | 10d 4h 56min |

## Auszeichnungen
- Defense Superior Service Medal
- Legion of Merit
- Distinguished Flying Cross
- Defense Meritorious Service Medals (2 x)
- Navy Unit Commendation
- NASA Distinguished Service Medal
- NASA Outstanding Leadership Medal
- NASA Exceptional Service Medal
- NASA Space Flight Medals (4x)
- Navy Expeditionary Medals
- National Defense Medal